# Азизов, Маматкул
Маматкул Азизов (1908—?) — председатель колхоза им. Маленкова Ангорского района Сурхан-Дарьиыской области, Герой Социалистического Труда (1957)

## Биография

### Трудовой подвиг
За выдающиеся успехи, достигнутые в деле развития советского хлопководства, широкое применение достижений науки и передового опыта в возделывании хлопчатника и получение высоких и устойчивых урожаев хлопка-сырца присвоить звание Героя Социалистического Труда с вручением ордена Ленина и золотой медали «Серп и Молот» Азизову Маматкулу.